# Golema želva
Golema želva (Chelonia mydas) je morska kornjača i jedna je od najpoznatijih vrsta u ovoj porodici. Jedina je vrsta u rodu Chelonia. Ranije se podvrstom goleme želve smatrala crna golema želva, no danas se uglavnom znanstvenici slažu da je to zasebna vrsta koja se vodi pod latinskim nazivom Chelonia agassizii. Pod utjecajem naziva koji se za golemu želvu koristi u engleskom govornom području, često ju se naziva i zelena morska kornjača (Green sea turtle), dok ju u Meksiku nazivaju "Tortuga blanca" ("bijela morska kornjača"). Porijeklo ovih naziva je u bojama oklopa životinje čija gornja strana je uglavnom u različitim tonovima smeđe sa zelenkastim ili tamno smeđim područjima. Donji dio oklopa ("plastron") kao i spojevi s gornjim ("karapaks") su svjetlo žuti.

## Anatomija i morfologija
Izgled goleme želve je tipičan za morske kornjače. Tijelo joj je spljošteno, na kratkom vratu je kljunato oblikovana glava, a ekstremiteti su oblikovani kao vesla i dobro prilagođeni plivanju. Odrasle, goleme želve narastu do dužine od jedan i pol metra, a prosječna težina odrasle životinje je oko 200 kilograma. No, poznati su i primjerci teški do 315 kilograma. Najveća ikad izmjerena golema želva bila je teška 395 kg.
Anatomski, ova vrsta ima neke osobine kojima se razlikuje od drugih iz iste porodice. Za razliku od blisko srodne karetne želve, gubica goleme želve je kratka, a "kljun" joj nije savijen. Rožnato učvršćenje gornje čeljusti ima blago zakrivljen i nazubljen rub, dok je donja čeljust izraženije nazubljena. Leđna, gornja strana glave goleme želve pokrivena je jednim parom frontalnih ploča.
Ova vrsta kornjača poznata je po mijenjanju boje gornjeg dijela oklopa sa starošću životinje. Tek izležene kornjačice imaju, kao i druge morske kornjače, imaju uglavnom crn karapaks, dok im je plastron svijetlo obojen. Mlade životinje imaju leđnu stranu tamno smeđu do maslinaste, dok je kod odraslih uglavnom smeđa, prošarana različitim bojama. S donje strane, plastron im je obojen žuto.

## Rasprostranjenost
Golemu želvu se može sresti širom svijeta u svim tropskim i suptropskim morima. Žive i u Sredozemnom moru.
Postoje dvije podpopulacije ove vrste, atlantska i istočnopacifička. Svaka skupina ima svoja vlastita mjesta za polaganje jaja kao i hranilišta, koji se nalaze u području koje nastanjuju.

#### Atlantska podpopulacija
Celonia mydas se u pravilu može sresti bilo gdje na cijelom Atlantskom oceanu. Mjestimično se najsjevernije mogu sresti uz sjeverne obale Kanade u zapadnom Atlantiku, a u istočnom oko otoka Velike Britanije. Najjužnije se pojavljuju u istočnom Atlantiku oko vrha južne Afrike, a u zapadnom do Argentine. Najznačajnija gnijezdišta su na različitim otocima u Karipskom moru, duž istočnih obala SADa i Južne Amerike, i, naročito, na usamljenim otocima u Južnom Atlantiku.
Suprotno od sporadično raspoređenih gnijezdišta, hranidbena područja šire se kroz cijelo područje. Vrlo često ih se može sresti u vodama oko Floride.

#### Indopacifička podpopulacija
Ova podpopulacija na istoku nastanjuje Tihi ocean najsjevernije do južnih obala Aljaske a najjužnije sve do juga Čilea. U zapadnom Pacifiku, sreću se najsjevernije uz sjeverne obale Japana, čak i južne pacifičke obale Rusije, a najjužnije sve do otoka južno od Tasmanije. Nastanjuju čitav Indijski ocean.
Jednako tako, gnijezdišta su sporadično raspoređena širom cijelog tog područja, sve do istočnih obala Afrike, uključujući i neke otoke u vodama oko Madagaskara.

## Ekologija i način života
Koliko je poznato, najstarija i najpreciznija istraživanja života kornjača odnose se upravo na vrstu golemih želvi. Njihov način života drastično se mijenja sa svakim sljedećim životnim razdobljem. Tako su, na primjer, tek izležene malene kornjačice mesožderi, i dio su nektonskih organizama. Suprotno tome, mlade i odrasle životinje obično se sreću u područjima s morskom travom u blizini obala i biljojedi su. U tom životnom razdoblju zadržavaju se na "livadama" morske trave u blizini obale. 

#### Stanište i prehrana
Ovisno o životnoj dobi, goleme želve se kreću između tri različita staništa. Kao vrlo mlade stanovnici su otvorenih mora (pelagijal). U toj dobi, životinje su mesojedi, i hrane se različitim morskim beskralješnjacima. Prednost daju malenim žarnjacima i račićima koji su dio zooplanktona. U starosti od oko 5 godina odlaze u priobalne vode, kada postaju gotovo isključivo biljojedi. Ova vrsta poznata je kao izbirljiva i cijele generacije se redovno kreću između istih gnijezdišta i hranilišta. Pri tome, hrane se različitim vrstama makroalgi, kao što su kaulerpa (Caulerpa), turbinarija (Turbinaria) i druge. Ranije se pretpostavljalo, da se goleme želve ne hrane u vrijeme polaganja jaja, no opaženo je da u stvarnosti jedu i želve koje su neposredno pred polaganjem jaja, u blizini mjesta na koja ih polažu.
Osim ljudi, samo neke velike vrste morskih pasa mogu jesti odraslu golemu želvu. Za razliku od odraslih, tek izležene kornjačice imaju na kopnu cijeli niz predatora. Vrijeme od momenta kad napuste leglo do trenutka kad stignu do vode je najopasnije u njihovom životu. No, niti u vodi nisu sigurne dok ne narastu dovoljno.

#### Način života
Za razliku od većine drugih morskih kornjača koje gotovo čitav život provode u moru, za pacifičke goleme želve poznato je da povremeno tijekom dana izlaze iz vode na usamljenim plažama i sunčaju se.
Goleme želve žive 40 do 50 godina, a spolno zrele postaju u dobi od 10 do 15 godina.
Ove životinje prelaze velike udaljenosti od mjesta koja su odabrale kao hranilište, do plaže na kojoj su se izvalile. Poznati su slučajevi, da je kornjača preplivala razdaljinu veću od 2.600 km kako bi u vrijeme parenja stigla do plaže gdje će položiti jaja. Ženke obično dolaze polagati jaja svake dvije godine, dok mužjaci dolaze svake godine.
Kao kod velikog broja životinja koje nastanjuju velika područja, vrijeme parenja golemih želvi je različito od populacije do populacije. Većina karipskih golemih želvi sreće se radi parenja od lipnja do rujna. U Francuskoj Gvajani jaja polažu od ožujka do lipnja, dok podpopulacija koja dolazi na obale Pakistana to radi cijelu godinu, no malu prednost daje mjesecima između srpnja i prosinca.
Goleme želve razmnožavaju se na način tipičan za sve morske kornjače. Parenje određuju ženke, mužjaci ih ne mogu prisiliti, i najčešće je poliandrijsko. Nakon parenja koje se odvija u vodi, ženka izlazi na obalu do crte iznad dosega plime. Kad nađe mjesto pogodno za leglo, stražnjim ekstremitetima iskapa jamu u pijesku u koje polaže oko 100 jaja veličine loptice za golf. Nakon toga, zatrpava jamu i vraća se u vodu. Ovo se tijekom nekoliko tjedana ponavlja više puta.
Razvoj jaja traje oko dva do tri mjeseca. Kao i kod većine drugih gmazova i ovdje temperatura u leglu određuje spol mladunaca. Tako se pri 28 °C razvijaju samo mužjaci, a na 32 °C samo ženke. Ako se temperatura kreće oko 30 °C, razvija se podjednaki broj mužjaka i ženki.
Goleme želve su, osim u vrijeme parenja, uglavnom samotnjaci.

## Ugroženost i zaštita
Brojne plaže na kojima želve polažu jaja ugrožene su porastom razine mora i ljudskim djelovanjem. Uz to, porast temperatura utječe na spolnu raspodjelu mladunčadi. Istraživanje iz 2018. provedeno na Velikom koraljnom grebenu pokazalo je da je na toplijim sjevernim plažama, koje su dom jednoj od najvećih populacija goleme želve, 99% mladunčadi bilo ženskog spola.

## Drugi projekti
|  | Zajednički poslužitelj ima još gradiva o temi Golema želva |
|  | Wikivrste imaju podatke o taksonu Golemoj želvi            |